# Gorgast
Gorgast ist ein 720 Einwohner (2016) umfassender Ortsteil der im Oderbruch gelegenen Gemeinde Küstriner Vorland in Brandenburg.

## Geschichte
Gorgast wurde erstmals im Landbuch Kaiser Karls IV. von 1375 erwähnt. 1584 brannte der Ort völlig nieder. Bis 1811 war die Kommende Gorgast eine Niederlassung des Johanniterordens. Nach der Aufhebung des Ordens 1811 wurde diese in ein königlich-preußisches Domänenamt umgewandelt, das Amt Gorgast, welches 1872/74 aufgelöst wurde.
Das durch den Pächter Gustav Wahnschaffe 1840 errichtete Gutshaus wurde im Jahr 1874 durch den Deichhauptmann und Pächter Gustav von Rosenstiel umgebaut. Um 1850 entstand ein großer Landschaftspark. Für die verbreitete Annahme, dass es sich um ein Werk von Peter Josef Lenné handelt, fehlen offenbar sichere Belege. Eine neugotische Kirche wurde im Jahre 1888 erbaut. 1959 wurde auf den Grundmauern dieses 1945 in der Schlacht um Küstrin zerstörten Baus die Dorfkirche Gorgast errichtet, die unter Denkmalschutz steht.
Ab 1900 produzierte in Gorgast eine Zuckerfabrik.
Ab dem 12. Januar 1945, in der Endphase des deutsch-sowjetischen Krieges, rückte die Rote Armee während der Weichsel-Oder-Operation an die Oder vor; dort blieb die Front zweieinhalb Monate lang. 

Im Gorgaster Amtspark an der Alten Oder befindet sich seit 1947 ein Denkmal für 390 Wehrmachtsoldaten, die 1945 bei der Verteidigung von Gorgast und Umgebung fielen. Dort wurde Loriots Bruder Johann-Albrecht Sigismund von Bülow (* 27. November 1924) bestattet, der am 21. März 1945 als Leutnant der Panzergrenadiere fiel.

Der letzte Domänenpächter Helmuth von Rosenstiel (* 1900 in Lissa) starb 1945 in den letzten Kriegstagen. Er war seit 1944 Kommendator des Johanniterordens für die Posen-Westpreußische Genossenschaft dieser Kongregation.
Am 31. Januar 1997 schlossen sich die bis dahin selbständigen Gemeinden Gorgast, Manschnow und Küstrin-Kietz zur Gemeinde Küstriner Vorland zusammen.

### Einwohnerentwicklung
| Jahr          | 1875 | 1890 | 1910 | 1925 | 1933 | 1946 | 1993 | 1996 | 2006 | 2016 |
| Einwohnerzahl | 1699 | 1615 | 1239 | 1413 | 1296 | 1183 | 889  | 877  | 833  | 720  |

## Politik

### Wappen
| Wappen von Gorgast | Blasonierung: „Geteilt durch Silber und Blau; oben ein rotes Johanniter-Kreuz, unten ein zum „G“ gekrümmter silberner Fisch.“ |
| Wappen von Gorgast | |

### Flagge
„Die Flagge ist Rot - Weiß - Blau (1:2:1) gestreift und mittig in der oberen Hälfte mit dem Gemeindewappen belegt.“

## Kultur und Sehenswürdigkeiten

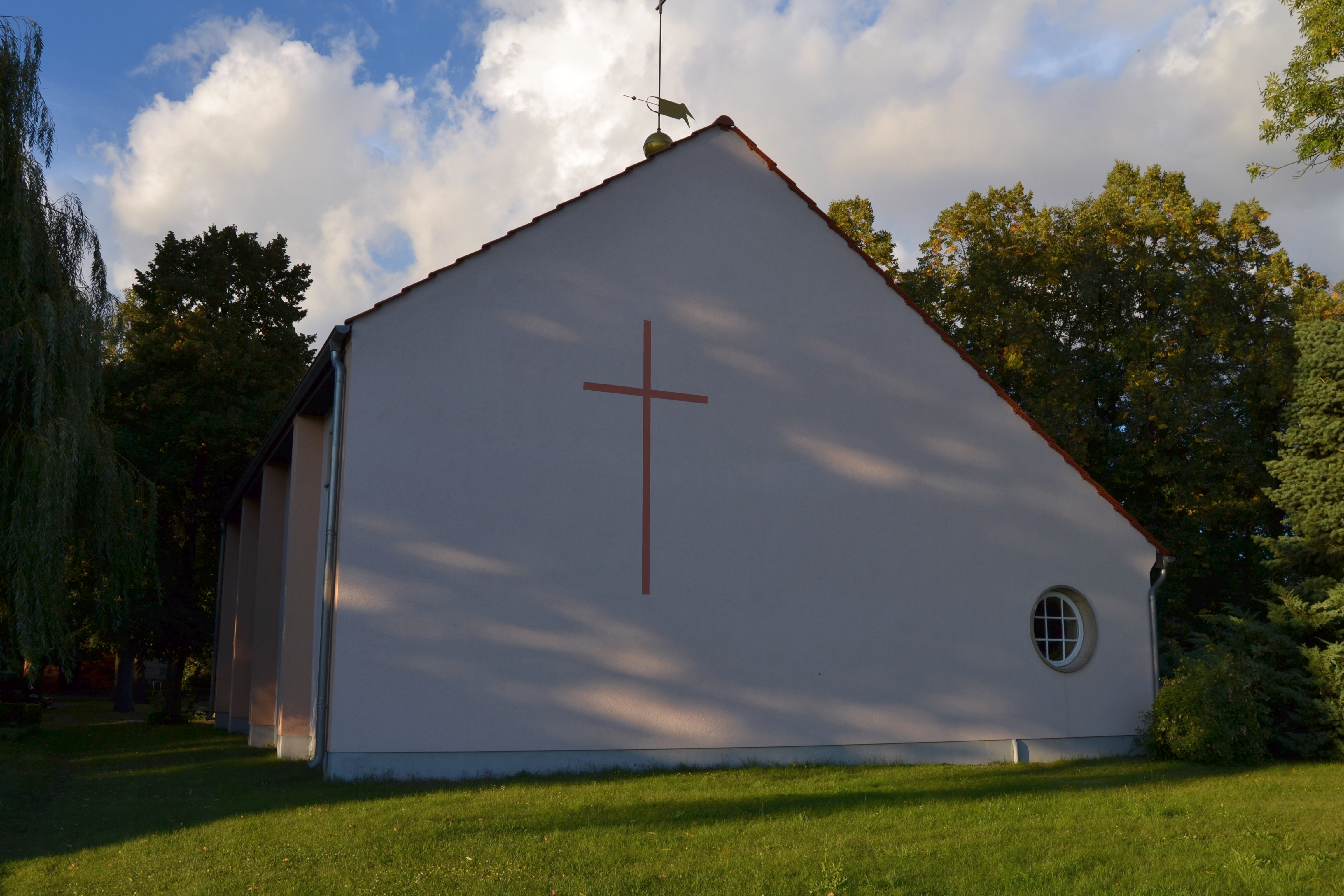
Dorfkirche in Gorgast

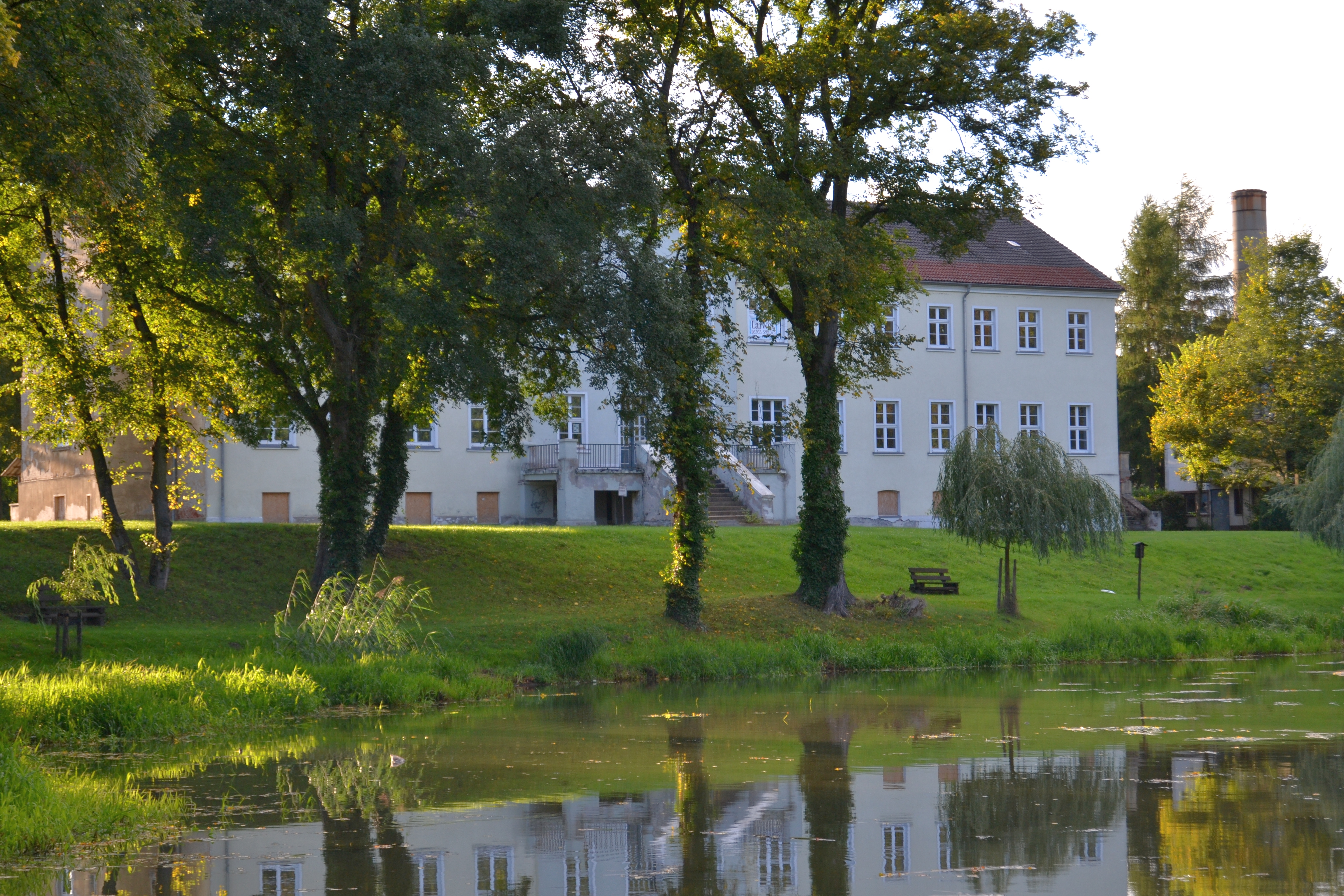
Gutsanlage in Gorgast

### Bauwerke
- Die 1959 eingeweihte Dorfkirche Gorgast gehört zu den in der Frühzeit der DDR neu errichteten Sakralbauten. Die Ausstattung ist überwiegend neuzeitlich und stammt aus der Bauzeit der Kirche. Das Altarretabel ist aus französischem Bleiglas und hat einen Durchmesser von 1,8 m. Die Fünte stammt aus dem Vorgängerbau aus dem Jahr 1888; die Orgel aus der Werkstatt von Wilhelm Sauer.
- Gutshaus von 1840
- Fort Gorgast, erbaut 1883–1889, gilt als besterhaltenes Außenfort der Festung Küstrin, zu der es gehörte

Siehe auch: Liste der Baudenkmale in Küstriner Vorland mit den in der Denkmalliste des Landes Brandenburgs eingetragenen Baudenkmale aller Ortsteile.

## Wirtschaft und Infrastruktur

### Verkehr
Gorgast liegt unmittelbar nördlich der Bundesstraße 1 an der Landesstraße L 33 von Letschin nach Manschnow.
Der an der Preußischen Ostbahn gelegene Bahnhof Gorgast ist Haltepunkt für Züge der grenzüberschreitenden Regionalbahn-Linie RB 26 Berlin-Ostkreuz–Kostrzyn.

### Veranstaltungen
Jedes Jahr im Sommer findet im Fort Gorgast das Umsonst und draußen Oderbruch Open Air (OBOA) statt.
Jährlich wird im Park Gorgast ein Reit- und Springturnier veranstaltet.